# モントベール駅
モントベール駅 (Montvale Station) は、ニュージャージー州バーゲン郡モントベールにあるニュージャージー・トランジットのパスカック・バレー線の駅。この駅からニュージャージー州ホーボーケン駅までを結んでいる。

## パーキング
3つの駐車場がある。駐車場は、許可証を得ている車だけが駐車できる。

## 接続
- ロックランド・コーチ 11